# Buarque
O Buarque foi o segundo navio brasileiro atacado e o primeiro a ser afundado após o rompimento das relações do Brasil com o Eixo, na Segunda Guerra Mundial. Era comandado pelo capitão João Joaquim de Moura, quando, em 15 de fevereiro de 1942, foi torpedeado pelo submarino alemão U-432, ao largo do Cabo Hatteras, na costa leste dos Estados Unidos.

## O navio
A embarcação fora uma das 122 unidades de embarcações da classe Hog Islander, encomendadas pelo governo dos Estados Unidos, na tarefa de reestruturar sua frota mercante, no final da Primeira Guerra Mundial. O projeto e a construção do navio ficou a cargo do estaleiro American Shipbuilding Shipping Corporation, na Filadélfia, mais precisamente, no antigo distrito de Hog Island — daí o nome da classe dos navios -, a sudoeste do centro da cidade, que, na época, tinha a maior concentração de estaleiros do mundo.
Tinha um comprimento de 122,2 metros, largura de 16,5 metros, calado de 7,5 metros; e 5 152 toneladas de arqueação bruta. Feito com casco de aço, era propelido através de turbinas a vapor, com potência de 2 500 HP, fazendo alcançar a velocidade entre 11,5 e 13 nós.

## História
Terminada a sua construção em meados de 1919, é lançado em 30 de setembro desse mesmo ano, com o nome de Bird City, e registrado no porto de Nova York, a serviço da American Scantic Line Inc.
Nos anos 30, é adaptado para o transporte de passageiros em Camden, Nova Jérsei, em decorrência do aumento da demanda de passageiros, e rebatizado de Scanpenn, um navio misto (de carga e de passageiros), mantendo o mesmo porto de registro, e gerenciado pela Moore McCormack.
Em fins de 1939, é adquirido pelo Loide Brasileiro, juntamente com outros navios da classe, vendidos em conjunto, numa transação de 3,5 milhões de dólares. Entregue ao novo proprietário no ano seguinte, é renomeado Buarque, prefixo PUBH, tendo como o Rio de Janeiro, como porto de registro.
Seu nome brasileiro foi homenagem ao engenheiro Dr. Manuel Buarque de Macedo, ex-diretor do Loide Brasileiro e ex-ministro dos transportes do Império do Brasil.

## Última viagem e afundamento
No dia 16 de janeiro, o Buarque zarpou do Rio de Janeiro, em viagem regular para Nova York, com escalas em Salvador, Maceió, Recife, Cabedelo, Natal, Fortaleza, São Luís, Belém, La Guaira e Curaçao.
Em 9 de fevereiro, completa todas as escalas antes do destino, suspendendo de Curaçao, Antilhas Holandesas. Além dos passageiros, transportava uma carga de café, cacau, algodão e couro.
No dia 14, navegava iluminado, com a bandeira do Brasil pintada em ambos os bordos do costado, quando, por volta das 19h20, foi sobrevoado por uma aeronave não identificada que lançou um luminoso demarcando a posição do navio. Quinze minutos mais tarde, surgiu o submarino alemão U-432, comandado pelo Capitão-Tenente Heinz Otto Schultze, que acompanhou o navio pelo costado de boreste, por cerca de 5 minutos, submergindo logo em seguida.
Na madrugada do dia 15, às 00h45min (hora local), quando o navio se encontrava a cerca de 54 milhas ao norte do Cabo Hatteras, na costa da Carolina do Norte, Estados Unidos, posição estimada de latitude 36º35’ N e longitude 75º20’ W, ouviu-se um forte estrondo na proa, na altura dos porões 1 e 2.
Não restavam dúvidas, dentre a tripulação, de que houvera um torpedeamento, iniciando o navio a afundar rapidamente. O Comandante João Joaquim de Moura determinou ao telegrafista que emitisse pedido de socorro, o qual foi feito pela estação de emergência, pois a instalação radiotelegráfica principal havia sido danificada pela explosão do torpedo.
Em seguida, foram arriadas as quatro baleeiras: a nº 01, sob o comando do comandante Moura; a nº 02, comandada pelo imediato Pery Caldeira; a nº 03, pelo 1º piloto Floriano Joaquim Gonçalves; e a nº 04, sob comando do 2º piloto Francisco de Paula Cabral, tendo os 74 tripulantes e 11 passageiros embarcados na mais perfeita ordem, cerca de oito minutos após concluído o desembarque.
Os sobreviventes afirmaram que o U-boat disparou o segundo torpedo cerca de 15 minutos após o desembarque dos que estavam a bordo, atingindo a meia-nau, acertando sua casa de máquinas, o que acelerou a velocidade do afundamento.

## O resgate
Por volta das 7 horas da manhã, as baleeiras 02 e 04 foram avistadas por um avião americano, que foi enviado para o local depois que o SOS do Buarque tinha sido captado. O resgate se deu na tarde daquela dia, pelo barco da Guarda Costeira dos Estados Unidos, USCG Calypso, o qual desembarcou os 47 náufragos na manhã seguinte, em Norfolk.
A baleeira nº 01 foi localizada na manhã do dia 16, tendo sido procedido ao resgate somente no outro dia, quando o contratorpedeiro americano USS Jacob Jones colheu seus 16 sobreviventes, incluindo o comandante Moura.
A baleeira nº 03, a última a ser socorrida, foi resgatada pelo petroleiro americano Eagle, de propriedade da Standard Oil, sendo que os seus ocupantes foram os que mais sofreram devido às baixas temperaturas, vento forte, mar agitado e chuvas reinantes, tendo falecido na baleeira o passageiro Manuel Rodrigues Gomes, de nacionalidade portuguesa, única vitima fatal do torpedeamento.
Todos os sobreviventes foram desembarcados em Norfolk.
O jornal brasileiro "Correio de Aracaju", na edição do dia 19 de fevereiro, informou que havia 74 tripulantes e 11 passageiros a bordo quando o navio afundou (5 passageiros embarcaram no Rio de Janeiro e 6 em outros portos).